# Wassersportverein Honnef

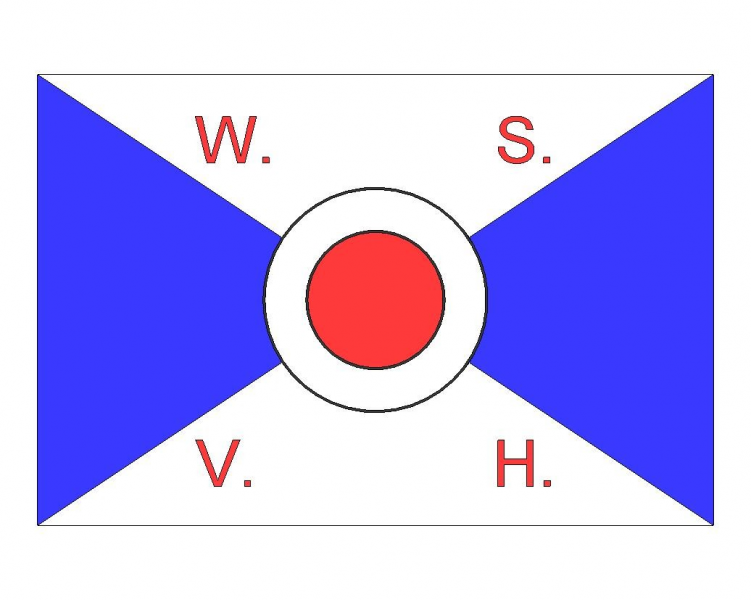
Vereinsflagge

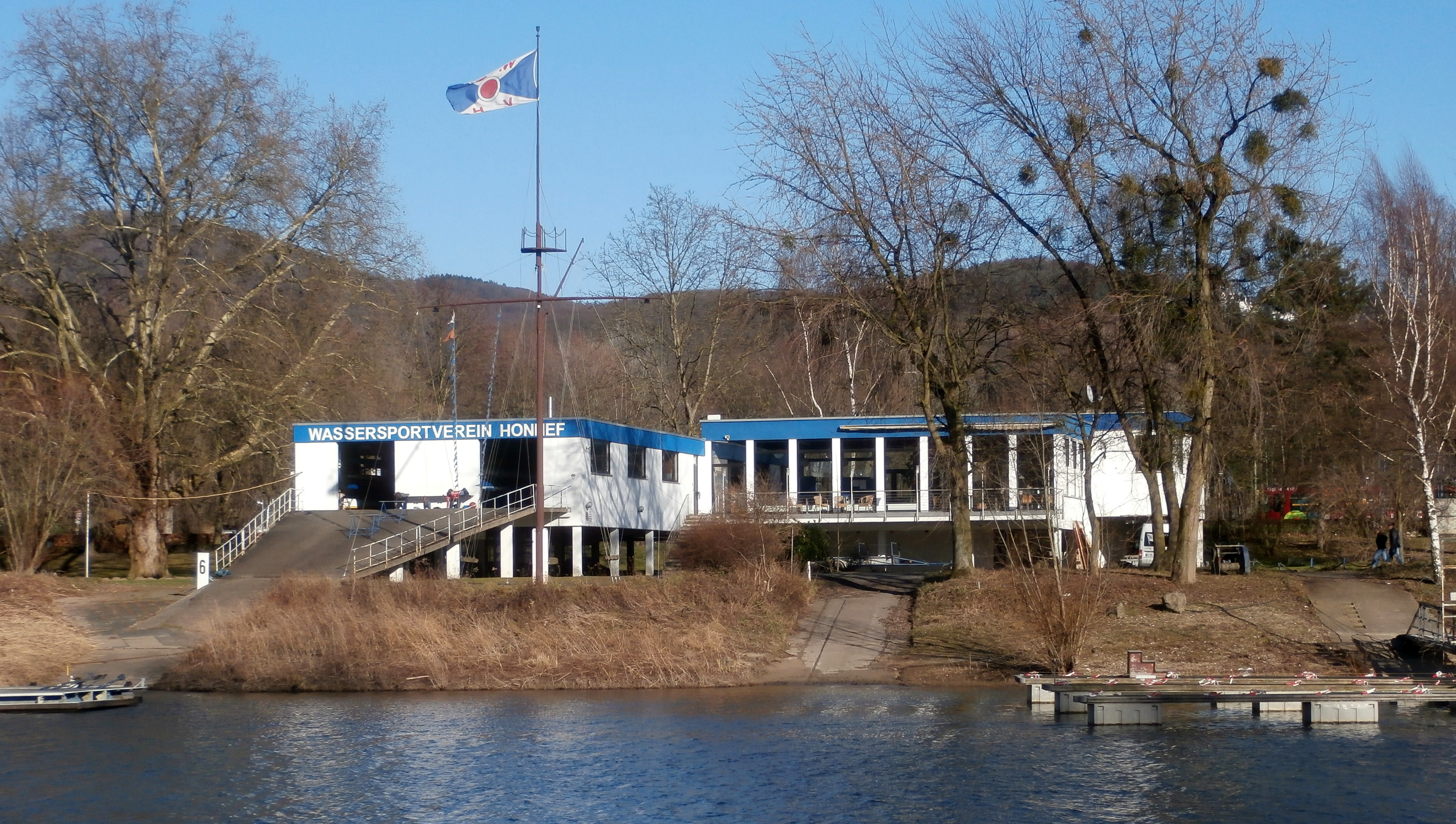
Bootshaus auf der Insel Grafenwerth

Der Wassersportverein Honnef (WSVH) ist ein Sportverein aus Bad Honnef.

## Geschichte und Lage
Der Verein wurde am 7. Oktober 1922 gegründet. Ab 1927 ruderten auch Frauen im Verein. 1961 nahm der Verein den bis dahin selbständigen Motor-Yacht-Club Rhein Sieg auf und hat seitdem neben der Ruder-Abteilung auch eine Motorboot-Abteilung.
Das Bootshaus liegt auf der Insel Grafenwerth an einem toten Arm des Rheins.

## Bekannte Sportler
Thomas Palm war 1987 Weltmeister im Leichtgewichts-Vierer ohne Steuermann. Stephan Fahrig war 1989 und 1990 Weltmeister im Leichtgewichts-Vierer. Jörg Dederding war 1991 Weltmeister im Vierer mit Steuermann. Martin Fauck gewann 1997 die U23-WM (damals noch Nations Cup) im Leichtgewichts-Doppelvierer in Mailand und war 2002 Weltmeisterschaftszweiter im Leichtgewichts-Achter.